# Middelalderen
 "Middelalder" omdirigeres hertil. For andre betydninger af Middelalder, se Middelalder (flertydig).
Middelalderen er den ene af fire store tidsperioder i Europas historie: antikken, middelalderen, renæssancen og nyere tid. Den er en periode i Europas historie fra ca. 500 til ca. 1400. Den begyndte med det Vestromerske Riges fald i 476 e.Kr. og varede indtil renæssancen (ca. 1400 - ca. 1600). Middelalderen er altså perioden mellem antikken og renæssancen. Middelalderen bliver delt i tidlig middelalder, højmiddelalder og senmiddelalder.
Invasioner, befolkningsnedgang, flytning fra byerne og hele folkeslag, som var begyndt i senantikken, fortsatte i den tidlige middelalder. Under folkevandringstiden flyttedes store befolkningsgrupper som germanere, der etablerede nye kongeriger i resterne af det Vestromerske Rige. I 600-tallet e.Kr. blev Nordafrika og Mellemøsten, der havde været en del af Det Byzantinske Rige, en del af Umayyade-kalifatet, et islamisk rige. Selvom der skete store samfundsmæssige og politiske ændringer, var overgangen fra antikken ikke fuldstændig. Det Byzantinske Rige eksisterede stadig i øst, og var fortsat et stort rige med megen magt. Rigets lov Corpus Juris Civilis blev genopdaget i Norditalien i 1070 og blev beundret meget i middelalderen. Mod vest blev de få romerske institutioner optaget i kongerigerne. Klostrene blev grundlagt, og togter for at kristne det hedenske Europa fortsatte. Frankerne under Karolingerne etablerede kortvarigt Det Carolingske Rige omkring 800 e.Kr. Det dækkede store dele af Vesteuropa, men gik i opløsning efter borgerkrige og invasioner fra vikingerne i nord, ungarere fra øst og saracenere fra syd.
I højmiddelalderen, som begyndte efter år 1000, steg befolkningstallet i Europa i takt med den teknologiske og landbrugsmæssige udvikling, der også lod handlen blomstre.
Den middelalderlige varmeperiode gjorde, at landbrugsproduktionen steg.
Der var to måder at organisere samfundet:
- Godssystemet organiserede bønderne i landsbyer, der lejede jorden og arbejdede for adelen
- Feudalisme var et politisk system, hvis riddere og lavadel tjente som soldater mod retten til at leje jord og herregårde.

Korstogene, det første foregik i 1095, var kristne vesteuropæiske forsøg på at erobre det hellige land fra muslimerne. Konger blev overhoveder for centraliserede nationalstater, der reducerede kriminalitet og vold, men gjorde idealet om et samlet kristent rige mindre sandsynligt. Det intellektuelle liv blev markeret af skolastik, en filosofi der kombinerede tro og fornuft, og grundlæggelsen af universiteter. Blandt de store bedrifter ved overgangen til senmiddelalderen er Thomas Aquinas' teologi, Giottos malerier, Dante og Chaucers poesi, Marco Polos rejser og gotikken i katedralerne i fx Chartres.
Senmiddelalderen blev præget af modgang som hungersnød, pest og krig. Det reducerede befolkningstallet i Europa betydeligt. Mellem 1347 og 1350 hærgede den sorte død, og omkring en tredjedel af europæerne omkom. Kontroverser, kætteri og det vestlige skisma i den katolske kirke foregik samtidigt med strid mellem stater, civile stridigheder og bondeoprør i kongerigerne. Kulturel og teknologisk udvikling ændrede det europæiske samfund. Det afsluttede senmiddelalderen og begyndte moderne tid.

## Terminologi og periodeinddeling
Middelalderlige forfattere opdelte historien i "verdens seks aldre" ud fra de seks skabelsesdage i Bibelen, eller "de fire riger" ud fra Daniels Bog" 2:40. De betragtede deres egen tid som den sidste inden verdens undergang. Når de refererede til deres egen tid, omtalte de den som "moderne". I 1130'erne refererede humanist og digter Petrarca til førkristen tid som antiqua (= antikken) og til den kristne periode som nova (eller "ny"). Leonardo Bruni var den første historiker, der brugte den tredelte periodeinddeling i sin bog History of the Florentine People (1442). Bruni og senere historikere argumenterede med, at Italien var genvundet efter Petrarcas tid, og de tilføjede en tredje periode til hans to.
Ordet "middelalder" ses første gang på latin i 1469 som media tempestas eller "mellemtid". Det stod i en udgave af Apulejus fra Madaura, udgivet i Rom. Udtrykket kom i mange varianter: medium aevum eller "middelalder", anvendt første gang i 1604, og media saecula eller "middelaldre", først brugt i 1625. Synonymet på engelsk, medieval (eller mediaeval eller mediæval) er afledt af medium aevum. De italienske renæssancehumanister betragtede perioden mellem antikken og renæssancen som en periode, hvor kulturen gik tilbage. De gav derfor perioden betegnelsen ”middelalderen” (”mellemalderen”). Med den betegnelse ville de udtrykke, at der var tale om en periode mellem to store perioder. Middelalderen var en parentes mellem antikkens storhed og renæssancens genfødte storhed. De opfattede denne ”barbariske” tidsalder som ”den mørke middelalder”.
Det mest almindelige tidspunkt for middelalderens begyndelse, er 476 e.Kr. året for de sidste vestromerske kejseres fordrivelse fra Italien, og brugt første gang af Bruni. For Europa som en helhed betragtes året 1500 ofte som middelalderens afslutning, men der hersker ikke en universel enighed om tidspunktet. Ud fra sammenhængen angives Christopher Columbus' første rejse til Amerika i 1492, Konstantinopels fald til tyrkerne i 1453 eller reformationen i 1517 som periodens afslutning. Engelske historikere bruger ofte slaget ved Bosworth Field i 1485 som enden på middelalderen. For Spanien regnes kong Ferdinand 2.s død i 1516, dronning Isabella 1. af Kastilien i 1504 eller erobringen af Granada i 1492. For Italiens vedkommende sluttede middelalderen allerede i 1300-tallet med digteren og humanisten Francesco Petrarca (1304-1374, der regnes for at være humanismens og den italienske renæssances far.
Historikere fra romansk-talende lande opdeler typisk middelalderen i to: en tidlig "høj" og en senere "lav" periode. Engelsktalende historikere, der følger deres tyske kolleger, opdeler normalt middelalderen i tre perioder: "tidlig", "høj" og "sen". I 1800-tallet blev hele perioden ofte omtalt som "den mørke middelalder", men i opdelingen bruges dette udtryk kun om tidlig middelalder.
Efter første verdenskrig og pres fra historikerne Henri Pirenne og Johan Huizinga blev denne tredeling almindelig:
- Tidlig middelalder (ca. 500-1000)
- Højmiddelalder (ca. 1000-1300)
- Senmiddelalder (ca. 1300-1500)

## Det Senromerske Rige
Romerriget havde sin største udstrækning i det første århundrede efter år 1 e.Kr.; i de næste to århundreder oplevede riget en langsom nedgang, og dets kontrol over de yderste territorier mindskedes. Økonomiske problemer som inflation, og eksternt pres på grænserne førte til krisen i det tredje århundrede, hvor nogle kejsere fik tronen for hurtigt at blive erstattet af nye. De militære udgifter steg støt under det tredje århundrede, hovedsageligt som følge af krig med Sassaniderne, som blev genoplivet i midten af 300-tallet. Hæren blev fordoblet i størrelse og kavaleriet og mindre enheder blev erstattet af den romerske legion som den primære taktiske enhed. Behovet for indkomst ledte til at skatterne steg, og antallet af curiale eller jordejere faldt, og færre var villige til at drive virksomhed i deres fødeby. Flere bureaukrater var nødvendige i centraladministrationen for at kunne håndtere hærens behov. Det førte til klager fra civile om, at der var flere skatteindkrævere end skattebetalere.
Kejser Diocletian (regerede 284–305) delte riget i to administrative dele i 286 e.Kr.: i en østligt og et vestligt rige. Riget blev ikke opfattet som delt i to af dets indbyggere eller herskere, da love og regler i den ene del også blev betragtet som gældende i den anden. I 330 efter borgerkrige genetablerede Konstantin den Store (regerede 306–337) byen Byzans som den nye hovedstad i det østlige rige; Konstantinopel. Diocletians reformer styrkede regeringens bureaukrati, reformerede skatteopkrævelse og styrkede hæren, hvilket købte riget tid, men som ikke for alvor løste de problemer, som de stod overfor; blandt andre voldsomt skattetryk, nedgang i fødselsraten og pres på grænserne. Borgerkrige mellem rivaliserende kejsere blev almindelige mod midten af 300-tallet. Det trak hæren hjem fra grænserne og gav invaderende styrker fodfæste. I meget af 300-tallet blev det romerske samfund stabiliseret i en ny form, der adskilte sig fra den tidligere antikken med et større spænd mellem rig og fattig, og de mindre byers vigtighed blev mindre. En anden årsag var kristendommens indførsel eller omvendelsen af riget til kristendommen, der var en gradvis proces, som foregik fra 100- til 400-tallet.
I 376 fik goterne, der flygtede fra hunnerne, kejser Valens' tilladelse (regerede 364–378) til at bosætte sig i den romerske provins Thrakien på Balkan. Bosætningen gik ikke nemt, og da romerne fejlbedømte situationen og handlede derefter, begyndte goterne at plyndre. Valens, der forsøgte at slå uroen ned, blev dræbt i kamp med goterne under slaget ved Adrianople den 9. august 378. Sammen med truslen fra stammer i nord skabte interne stridigheder, særligt i den kristne kirke, problemer. I 400 invaderede visigoterne det Vestromerske Rige, og selvom de kortvarigt blev tvunget ud af Italien, plyndrede de Rom i 410. I 406 krydsede Alanere, Vandaler og Suevi ind i Gallien; og over de næste tre år spredte de sig i hele Gaul, og i 409 krydsede de Pyrenæerne ind i det moderne Spanien. Folkevandringstiden begyndte, da mange forskellige folkeslag, til at begynde med hovedsageligt germanere, flyttede over hele Europa. Frankere, alemannere og burgundere endte alle i det nordlige Gallien, mens anglere, saksere og jyder bosatte sig i Storbritannien, og vandalerne søgte over Gibraltarstrædet, hvorefter de erobrede Africa. I 430'erne begyndte hunnerne at invadere riget; deres konge Attila (regerede 434–453) ledte invasioner ind i Balkan i 442 og 447, Gallien i 451 og Italien i 452. Truslen fra hunnerne eksisterede frem til Attilas død i 453, hvor hunnernes konføderation, som han havde ledet, faldt fra hinanden. Disse invasioner af stammer ændrede fuldstændigt den politiske og demografiske sammensætning, der havde eksisteret i det Vestromerske Rige.
Mod slutningen af 400-tallet var den vestlige del af riget opdelt i mindre politiske enheder, der blev styret af stammer, der havde invaderet i begyndelsen af århundredet. Afsættelsen af den sidste vestromerske kejser, Romulus Augustulus, i 476 er traditionelt angivet som afslutningen på det Vestromerske Rige. I 493 var den italienske halvø blevet erobret af ostrogoterne. Det Østromerske Rige, som ofte omtales som det Byzantinske Rige, efter det Vestromerske Riges fald, havde kun ringe mulighed for at udøve kontrol over de tabte vestlige territorier. De byzantinske kejsere opretholdt deres ret til territorierne, men på trods af at ingen af de nye konger i vest turde at udråbe sig som kejser, kunne Byzans' kontrol over det vestlige rige ikke opretholdes. Generobringen af områder omkring Middelhavet og den Apenniniske halvø (goterkrigen) under Justinians (regerede 527–565) regeringstid var den eneste, og midlertidige, undtagelse.

## Tidlig middelalder

### Nye samfund
Den politiske struktur i Vesteuropa ændrede sig med afslutningen på et forenet romersk imperium. Selvom flytningen af mennesker i denne periode normalt bliver beskrevet som "invasioner", var de ikke udelukkende militære ekspansioner, men migrationer af hele befolkningsgrupper i riget. Disse folkevandringer blev hjulpet på vej af, at den vestromerske elite nægtede at støtte hæren eller betale skat, der ville have gjort det muligt for militæret at undertrykke migrationen. Kejserne i 400-tallet blev ofte kontrolleret af stærke militærfolk som Stilicho (død 408), Aetius (død 454), Aspar (død 471), Ricimer (død 472) eller Gundobad (død 516), der helt eller delvist var af ikke-romersk herkomst. Da rækken af vestromerske kejsere ophørte, havde mange af de konger, som erstattede dem, samme baggrund. Ægteskaber mellem de nye konger og den romerske elite var almindelige. Det ledte til en fusion af romersk kultur og de invaderende stammers traditioner, fx de folkeforsamlinger, der tillod at frie mandlige stammemedlemmer havde mere at sige i politiske spørgsmål, end det var almindeligt i den romerske stat. Materielle genstande fra romerne og de invaderende stammer, som er fundet ved arkæologiske udgravninger, er ofte meget ens, og stammernes genstande blev ofte lavet som efterligninger af romerske forlæg. Meget af den videnskabelige og skriftlige kultur i de nye kongeriger var også baseret på romerske intellektuelle traditioner. En vigtig forskel var det gradvise tab af skatteindkomsten for de nye regeringer. Mange af de nye politiske enheder støttede ikke længere deres hære igennem skat, men baserede sig mere på at give dem land eller leje. Det betød, at der var mindre brug for skatteindtægter, og således forfaldt det romerske skattesystem. Krig var almindelig mellem kongerigerne. Slaveriet aftog, da tilgangen af slaver blev mindre, og samfundet blev mere landligt.
Mellem 400- og 700-tallet udfyldte nye folkeslag og personer det politiske tomrum, som den romerske centralregering havde efterladt. Ostrogoterne, en gotisk stamme, bosatte sig i romersk Italien i slutningen af 400-tallet under Theoderic den Store (død 526) og etablerede kongerige, der markerede sig ved samarbejde mellem ostrogoterne og italienerne, i hvert fald til de sidste år af Theodorics styre. Burgunderne bosatte sig i Gallien efter et tidligere rige var blevet ødelagt af hunnerne i 436, og de etablerede et nyt kongerige i 440'erne. Mellem nutidens Geneve og Lyon, og det voksede og blev til Burgund i slutningen af 400-tallet og begyndelsen af 500-tallet. Andre steder i Gallien etablerede frankerne og keltiske bretoner små stater. Franken var centreret om det nordlige Gallien, og den første konge som der kendes noget til var Childeric 1. (død 481). Hans grav blev fundet i 1653, og den er bemærkelsesværdig for dens gravgaver af våben og guld.
Under Childerics søn Clovis 1. (regerede 509–511), grundlægger af det Merovingianske dynasti, udvidede det frankiske kongerige og konverterede til kristendommen. Briterne, der var i familie med de indfødte i Britannia – det moderne Storbritannien - bosatte sig i det nuværende Bretagne. Andre monarkier blev etableret af det Visigotiske Kongerige på den Iberiske Halvø, Suebi i Nordvestiberien og Vandalriget i Nordafrika. I 500-tallet bosatte lombarderne sig i Norditalien, hvor de erstattede det ostrogotisk kongerige med en gruppe hertugdømmer, der nogle gange valgte en konge til at herske over dem alle. Mod slutningen af 500-tallet var dette arrangement erstattet af et permanent monarki Langobardkongedømmet.
Invasionen bragte nye etniske grupper til Europa, selvom visse regioner modtog en større tilvækst af nye folkeslag end andre. I Gallien bosatte de invaderende sig i langt højere grad i nordøst end i sydvest. Slaverne bosatte sig i Central- og Østeuropa og på Balkanhalvøen. Folkeslagenes bosættelser blev ledsaget af en ændring af sprog. I det Vestromerske Rige blev latin gradvist erstattet af sprog baseret på latin: romanske sprog. Ændringen foregik over flere hundrede år. Græsk forblev fortsat sproget i det Byzantinske Rige, men slavernes migration tilføjede slaviske sprog til Østeuropa.

### Det Byzantinske riges overlevelse
Mens Vesteuropa oplevede dannelsen af nye kongeriger, forblev det Østromerske Rige intakt og oplevede en økonomisk genopblomstring, der varede til begyndelsen af 600-tallet. Der var værre invasioner i den østlige del af riget; de fleste foregik i Balkanområdet. Freden med Sassaniderne, Roms traditionelle fjende, holdt igennem det meste af 400-tallet. Det østlige rige blev præget af tættere relationer mellem den politiske stat og den kristne kirke, hvor doktrinære forhold fik en vigtig position i rigets politik, som de ikke havde haft i det Vestromerske Rige. Juridisk udvikling inkluderede kodificeringen af romersk lov; den første var Codex Theodosianus som blev færdiggjort i 438. Under kejser Justinian 1. (regerede 527–565) blev der nedfældet endnu en samling lovtekster; Corpus Juris Civilis. Justinian overså også opførslen af Hagia Sophia i Konstantinopel og generobringen af Nordafrika fra Vandalerne og Italien fra Ostrogoterne, under Belisarius (død 565). Erobringen af Italien var ikke fuldstændig, da et dødeligt udbrud af pest i 542 ledte til at resten af Justinians regeringstid blev fokuseret på forsvar frem for erobring.
Ved kejserens død havde Byzans kontrol over det meste af Italien, Nordafrika og en lille del af det sydlige Spanien. Justinians generobring er blevet kritiseret af historikere for at have overudvidet hans rige og sat scenen for den Islamiske ekspansion, men mange af de udfordringer som Justinians efterfølgere stod overfor var ikke bare forårsaget af overbeskatning for at kunne betale for hans krige, men også den grundlæggende civile natur i riget, hvilket gjorde det vanskeligt at rejse en hær.
I det østlige rige tilføjede slavernes langsomme infiltration af Balkan yderligere udfordringer til Justinians efterfølgere. Det begyndte gradvist, men i slutningen af 540'erne var der slaviske stammer i Thrakien og Illyrium, og de havde besejret en kejserlig hær nær Edirne i 551. I 560'erne begyndte avarere at udvide deres område på den nordlige side af Donau; mod slutningen af 500-tallet var de den dominerende magt i Centraleuropa og var rutinemæssigt i stand til at tvinge de østlige kejsere til at betale troskab. De forblev en stærk magt indtil 796.
Riget fik flere problemer, da kejser Maurice (regerede 582–602) engagerede sig i persisk politik, da han blandede sig i en tronfølgestrid. Det førte til en periode med fred, men da Maurice blev afsat, invaderede perserne og under kejser Heraclius (regerede 610–641) kontrollerede de store dele af riget med Egypten, Syrien og Anatolien til Heraclius formåede at generobre det. I 628 sikrede riget en fredsaftale og fik alle de tabte områder tilbage.

### Det vestlige samfund
I Vesteuropa uddøde nogle af de ældre romerske elitefamilier, mens andre blev mere involveret i eklastiske end sekulære affærer. Værdier fra latinsk lære og uddannelse forsvandt stort set, og mens læsekundskab forblev vigtig, blev det mere en praktisk egenskab end et tegn på status. I 300-tallet drømte Hieronymus (død 420) at Gud bebrejdede ham at bruge mere tid på at læse Cicero end på at læse biblen. I 500-tallet havde Gregory af Tours (død 594) en lignende drøm, men i stedet for at blive irettesat for at læse Cicero, var det for at lære stenografi. I slutningen af 500-tallet var den primære måde at videregive religiøse buskaber i kirken gået bort fra at være i bogform, og over til musik og kunst. De fleste intellektuelle bedrifter søgte mod at imitere klassisk læring, men nogle originale værker blev skabt samt flere orale kompositioner, som i dag er gået tabt. Sidonius Apollinaris' (død 489), Cassiodorus' (ca. 585) og Boethius (død ca. 525) var typiske værker for perioden.
Der skete også en ændring blandt lægmand, da aristokratiets kultur fokuserede mere på storslåede fester og banketter afholdt i haller end på litterære sysler. Elitens tøj var rigt dekoreret med juveler og guld. Herremænd og konger støttede krigere, der dannede rygraden i militæret. Familiebånd blandt eliten var vigtigt, og det samme var dyder som loyalitet, mod og ære. Disse bånd medførte familiefejder blandt aristokratiet, som dem som Gregory af Tours var involveret i, og som foregik i merovingiansk Gallien. De fleste fejder synes at være blevet stoppet med betaling af kompensation eller mandebod. Kvinder tog hovedsagelig del i det aristokratiske samfund som koner eller mødre til mænd, hvoraf rollen som moder til en hersker i merovingiansk Gallien var særlig prominent. I angelsaksiske samfund betød fraværet af mange barneherskere, at rollen som dronningemoder var mindre vigtig, men det blev komponeret ved den større udbredelse af abbedisser på klostrene. Kun i Italien ser det ud til, at kvinder altid blev betragtet som under beskyttelse og kontrol af deres mandlige familiemedlemmer.
Bondesamfundet er dokumenteret langt dårligere end adelens. Det meste stammer fra arkæologiske fund. Der findes kun ganske få nedskrevne kilder, som dokumenterer bondestandens liv før 800-tallet. De fleste beskrivelser af de lavere klasser kommer fra lovtekster eller fra overklassen. Jordejer-mønstrene i vesten var ikke ensartede; nogle områder var fordelt mellem mange små jordejere, mens det andre steder var én eller få personer, der sad på store sammenhængende jordområder. De forskelle gjorde, at bondesamfundet havde mange former: nogle blev domineret af aristokratiske jordejere, mens andre havde mere selvstyre. Visse bønder boede i store bosætninger, der kunne have op mod 700 indbyggere, mens andre boede i mindre grupper med en lille håndfuld familier, og andre boede på isolerede gårde spredt ud over landet. I nogle områder boede folk som en blanding af to eller flere af førnævnte systemer. Til forskel fra den senromerske periode, var der ikke et skarpt skel mellem det juridiske system for frie bønder og aristokratiet, og det var muligt for frie bønder at blive en del af aristokratiet over flere generationer gennem militærtjeneste under en magtfuld herremand.
Romerske byliv og kultur ændrede sig meget i den tidlige middelalder. Selvom de italienske byer fortsat var beboede, blev de væsentligt mindre. Roms befolkning gik eksempelvis fra flere hundrede tusinde til omkring 30.000 i slutningen af 500-tallet. Romerske templer blev omdannet til kirker, og bymurene forblev i brug. I Nordeuropa blev byerne også mindre, mens monumenter og offentlige bygninger blev plyndret for byggematerialer. Etableringen af nye kongeriger betød ofte, at de byer, som blev valgt til hovedstad, voksede. Selvom der havde været jødiske samfund i mange romerske byer, så oplevede jøderne perioder med forfølgelse efter overgangen til kristendommen. Officielt blev de tolereret, og i nogle tilfælde blev de opfordret til at bosætte sig i nye områder.

### Islam vokser
Der var tilgang til den religiøse tro i det østlige rige og Iran i slutningen af 500- og begyndelsen af 600-tallet. Judaisme var en aktivt missionerende tro, og mindst én arabisk leder konverterede til den. Kristendommen havde aktive missionærer, der konkurrerede med persiske zarathustrianister om finde folk at omvende, hvilket især foregik på den Arabiske Halvø. Disse tråde blev samlet ved fremkomsten af Islam i Muhammads levetid (død 632). Efter hans død erobrede islamiske tropper store dele af det østlige rige og Person, begyndende med Syrien i 634–635 og nåede Egypten i 640–641, Persien mellem 637 og 642, Nordafrika i den sidste halvdel af 600-tallet og Den Iberiske Halvø i 711. I 714 kontrollerede islamiske styrker store dele af regionen, som de kaldte Al-Andalus.
Den islamiske erobring nåede sit højdepunkt midt i 700-tallet. Muslimernes nederlag i slaget ved Tours i 732 ledte til frankernes generobringen af det sydlige Frankrig, men den primære årsag til den islamiske udbredelse i Europa var Umayyade-kalifatets undergang og overgangen til Abbaside-kalifatet. Abbasiderne flyttede deres hovedstad til Baghdad og var mere koncentreret om Mellemøsten end Europa, og de mistede kontrollen over dele af de muslimske lande. Umayyadernes efterkommere overtog Den Iberiske Halv, aghlabiderne kontrollerede Nordafrika mens tuluniderne blev herskere over Egypten. Omkring midten af 700-tallet begyndte der at opstå nye handelsmønstre i Middelhavsregionen; handel mellem frankerne og araberne erstattede den gamle romerske økonomi. Frankerne handlede med tømmer, pelsværk, sværd og slaver mod silke og andre tekstiler, krydderier og ædelmetaller fra araberne.

### Handel og økonomi
Migrationerne og invasionerne i 300- og 400-tallet forstyrrede de etablerede handelsnetværk omkring Middelhavet. Afrikanske varer blev ikke længere eksporteret til Europa og begyndte at forsvinde fra interiører, og i 600-tallet fandtes de kun i få byer som Rom og Napoli. Mod slutningen af 600-tallet blev afrikanske varer ikke længere tilgængelige i Vesteuropa bl.a. som følge af den islamiske erobring. Erstatningen af varer, som kom langvejsfra, med lokale produkter var en tendens igennem alle de gamle lande i Romerriget og foregik gennem hele den tidlige middelalder. Dette var især markeret i lande, der ikke havde kyst til Middelhavet som bl.a. Gallien og Britannien. Ikke-lokale varer i arkæologiske udgravninger er normalt luksusvarer. I Nordeuropa var handelsnetværkene ikke alene lokale, men varerne var også simple, med lidt keramik og andre komplekse produkter. Omkring Middelhavet var keramik stadig udbredt og er handlet over mellemlange afstande af handelsnetværk og ikke kun lokalt.
De forskellige germanske stater i vesten havde alle mønter, der imiterede de romerske og byzantinske mønter. Guld blev fortsat anvendt til mønter til slutningen af 600-tallet, hvor det blev erstattet af sølv. Den grundlæggende frankiske sølvmønt var denarius eller denier, mens angelsaksernes version hed penny. Fra disse områder spredte denieren eller pennyen sig til resten af Europa i 600- til 900-tallet. Der blev ikke slået Kobber- eller bronzemønter, og ej heller mønter i guld bortset fra i Sydeuropa. Der blev ikke slået sølvmønter i forskellig enhed, idet det var sølvvægten, der var afgørende for værdien.

### Kirke og klostervæsen
Kristendommen var en stor forenende faktor mellem Øst- og Vesteuropa før den arabiske erobring, men erobringen af Nordafrika splittede de maritime forbindelser til disse områder. Den byzantinske kirke afveg i højere grad i sprog, praksis og liturgi. Den østlige kirke brugte græsk i stedet for det vestlige latin. teologiske og politiske forskelle opstod og mod begyndelsen af 700-tallet var uenigheder som den byzantinske billedstrid, præsters ægteskab og statskontrol over kirke blevet så store at de kulturelle og religiøse forskelle var større end lighederne. Det formelle brud, kaldet det store skisme, kom i 1054, da paven og patriarkatet af Konstantinopel kom i strid om det pavelige overherredømme og ekskommunikerede hinanden, hvilket ledte til at kristendommen blev opdelt i to; den vestlige gren kaldet romerskkatolske kirke og den østlige gren kaldet den østortodokse kirke.
Den eklastiske struktur fra Romerriget overlevede bevægelserne og invasionerne stort set intakt i vesten, men pavedømmet blev fik en mindre vigtig rolle, og få vestlige biskopper vendte sig mod biskoppen i Roms råd for religiøst eller politisk lederskab. Mange af paverne før 750 var mere optaget af Byzans' affærer end østlige teologiske kontroverser. Pave Gregor 1.s (pave 590-604) register eller arkiv med kopier af breve er bevaret, og af de mere end 850 breve så omhandler langt størstedelen emner i Italien eller Konstantinopel. Den eneste del af Vesteuropa, hvor pavedømmet havde indflydelse, var Storbritannien, hvor Gregor havde sendt den Gregorerske mission i 597 for at omvende angelsakserne til kristendommen. Den irske mission var primært aktiv i Vesteuropa mellem 400- og 600-tallet, hvor de først tog til England og Skotland, og derefter videre til kontinentet. Under munke som Columba (død 597) og Columbanus (død 615), grundlagde de klostre, underviste i latin og græsk, og nedskrev sekulære og religiøse værker.
Under den tidlige middelalder oplevede befolkningen udbredelsen af klostrene i vesten. Klostervæsnets form blev afgjort af traditioner og ideer, der stammede fra Ørkenfædrene i Egypten og Syrien. De fleste europæiske klostre var af en type, der fokuserede på samfundets oplevelse af det spirituelle liv, kaldet kenobitisme, hvor Pachomios (død 348) var den store pioner i 300-tallet. Klostrenes idealer spredte sig fra Egypten til Vesteuropa i 400- og 500-tallet via hagiografisk litteratur som bl.a. Antonius' liv. Benedikt af Nurcia (død 547) skrev Benedikts Regel for det vestlige klostervæsen i begyndelsen af 500-tallet, der detaljeret beskrev det administrative og spirituelle ansvar som munkesamfundet havde. Munkene og klostrene havde en stor effekt på det religiøse og politiske liv i den tidlige middelalder, og i forskellige tilfælde fungerede de som en fond eller jordholder for magtfulde familier, centre for propaganda eller kongelig støtte til nyerobrede områder, og som base for missionering. De var den primære og nogle gange eneste institution med uddannelse og læsefærdigheder i et område. Mange af de bevarede manuskripter på latin af klassiske værker blev kopieret i klostrene i den tidlige middelalder. Munke blev også forfattere til nye værker, inklusive historie, teologi og andre emner, som blev nedskrevet af personer som Beda (død 735), en munk fra Nordengland, som skrev i slutningen af 600-tallet og begyndelsen af 700-tallet.

### Karolingerrigets Europa
Det Frankiske Kongerige i det nordlige Gallien blev opdelt i flere kongeriger kaldet Austrasien, Neustrien og Burgund i løbet af 500- og 600-tallet, som alle blev hersket af Merovinger, som afstammede fra Clovis. 600-tallet var en tumultarisk periode med krige mellem Austrasien og Neustrien. Disse krige blev udnyttet af Pipin (død 640), Major Domus for Austrasien, som blev magten bag landets trone. Senere medlemmer af hans familie arvede hans rolle, og fungerede som rådgivere og regenter. En af hans efterkommere, Charles Martel (død 741), vandt slaget ved Poitiers i 732, der stoppede muslimernes fremmarch over Pyrenæerne. Storbritannien var opdelt i flere små stater, der blev domineret af kongerigerne Northumbria, Mercia, Wessex og East Anglia, som var efterkommere af folk fra den angelsaksiske invasion. Mindre kongeriger i nutidens Wales og Skotland var stadig under de oprindelige bretonere og piktere. Irland var opdelt i endnu mindre politiske enheder, normalt kendt som stammeriger, under kongers kontrol. Der var muligvis op mod 150 lokale konger i Irland af forskellig betydning.
Karolingerne, der var efterkommere af Karl Martell, overtog kontrollen af kongerigerne Austrasien og Neustrasien under et kup i 753 ledet af Pipin 3. (regerede 752–768). En samtidig krønike hævder, at Pipin søgte og fik autoritet til sit kup fra Pave Stefan 2. (pave 752-757). Ved hans død i 768 overgik kongeriget til hans to sønner, Karl (regerede 768–814) og Karloman (regerede 768–771). Da Karloman døde af naturlige årsager blev Karl forhindret i at overtage tronen af Karlomans unge søn, der indsatte sig selv som konge og forenede Austrasien og Neustrien. Karl, der er mere kendt som Karl den Store, påbegyndte en systematisk udvidelse i 774, der forenede en stor del af Europa, og han endte med at kontrollere et område, der dækkede det moderne Frankrig, Norditalien og Sachsen. I krigene, som fortsatte ind i 800-tallet, belønnede han sine allierede med krigsbytte og landområder. I 774 besejrede Karl den Store langobarderne i Lombardiet. Det afværgede truslen om deres invasion af pavedømmet og påbegyndte Kirkestaten.
Kroningen af Karl den Store som kejser juledag år 800 bliver betragtet som en vendepunkt i middelalderen, der markerer vendepunktet for det Vestromerske Rige, siden den nye kejser herskede over en stor del af det område, som tidligere var kontrolleret af de vestlige kejsere. Det markerer også en ændring i Karl den Stores forhold til det Byzantinske Rige, da kejsertitlen viste karolingernes ligeværd med den byzantinske stat. Der var flere forskelle mellem det nyeetablerede Karolingske Rige og både det gamle Vestromerske Rige og det efterfølgende Byzantinske Rige. Frankens landområder havde kun få mindre byer. Størstedelen af indbyggerne var bønder, der boede på små gårde. Der foregik kun lidt handel, og meget af det var med De Britiske Øer og Skandinavien og ikke med det gamle Vestromerske Rige, der havde handelsnetværk centreret om Middelhavet. Riget blev administreret af et omrejsende hof, der rejste med kejseren samt omkring 300 officielle embedsfolk - grever - som administrerede de forskellige grevskaber som riget var delt i. Præster og biskopper var embedsmænd som de kejserlige embedsmænd missi dominici, som var omrejsende inspektører og problemløsere.

### Karolingisk renæssance
Karl den Stores hof i Aachen var centrum for den kulturelle opblomstring, som nogle gange kaldes den "karolingiske renæssance". Litteraturen trivedes og det samme gjorde kunst, arkitektur, jura og liturgiske og skriftstudier. Den engelske munk Alcuin (død 804) blev inviteret til Aachen og medbragte uddannelse, som var tilgængelig i klostrene i Northumbria. Karl den Stores kancelli - eller skrivekontor - brugte den skrift, som i dag kaldes karolingisk minuskel, Det tillod en almindelig skrivestil, der udviklede kommunikationen over store dele af Europa. Karl den Store betalte for ændringer i den kristne liturgi, der pålagde en romersk kirketjeneste i hans riger og gregoriansk sang i liturgisk musik til kirkerne. En vigtig aktivitet for de lærde i denne periode var at kopiere, rette og formidle de grundlæggende religiøse tekster og sekulære emner med målet om læring og uddannelse. Der blev skrevet nye værker om religiøse emner og lærebøger. Lingvistikere fra denne periode ændrede det latinske sprog og gik fra klassisk latin, som var brugt i Romerriget, over til en mere fleksibel form, som bedre mødte behovene fra kirken og regeringen. Under Karl den Stores regeringstid ændrede sproget sig så meget fra klassisk latin, at det blev kaldt middelalderlatin.

### Det Karolingiske Riges undergang
Karl den Store planlagde at fortsætte den frankiske tradition med at opdele sit kongerige imellem alle sine arvinger. Men han kunne ikke, da kun én søn, Ludvig den Fromme (regerede 814–840), var i live i 813. Umiddelbart inden Karl den Store døde i 814 kronede han Ludvig som sin efterfølger. Hans 26 års regeringstid medførte flere opdelinger af riget mellem hans sønner. Borgerkrigen i 829 mellem de forskellige alliancer mellem far og sønner gjaldt kontrollen over de forskellige dele. Til slut anerkendte Ludvig sin ældste søn, Lothar 1. (død 855), som kejser og gav ham Italien. Ludvig opdelte resten af riget mellem Lothar og Karl den Skaldede (død 877), sin yngste søn. Lothar fik Østfranken med begge sider af Rhinen og østover. Det gav Karl Vestfranken og et rige mod den vestlige side af Rhinlandet og Alperne. Ludvig den Tyske (død 876), den mellemste søn, der havde gjort oprør mod sin fader til det sidste, fik lov at beholde Bayern som lånt land af sin ældre bror. Opdelingen blev omstridt. Pepin 2. (død efter 864), kejserens barnebarn, gjorde oprør om Aquitaine, mens Ludvig den Tyske forsøgte at annektere hele Østfranken. Ludvig den Fromme døde i 840, mens riget stadig var i kaos.
En tre år lang borgerkrig fulgte efter hans død. Ved Traktaten i Verdun (843) blev der etableret et kongerige mellem floderne Rhinen og Rhône til Lothar, som han kunne have sammen med sit land i Italien, og hans kejsertitel blev anerkendt. Ludvig den Tyske fik kontrol over Bayern og den østlige del af nutidens Tyskland. Karl den Skaldede fik Vestfranken, der bestod af størstedelen af nutidens Frankrig. Karl den Stores børnebørn og oldebørn opdelte deres kongeriger mellem deres arvinger. Det endte al intern sammenhæng. I 987 fortsatte det karolingiske dynasti i de vestlige landområder med kroningen af Hugo Capet (regerede 987–996) som konge. I de østlige dele af riget var dynastiet forsvundet i 911, da Ludvig Barnet døde, og man i stedet valgte Konrad 1. (regerede 911-918), som ikke var i familie med forgængeren.
Det Karolingiske Riges undergang blev ledsaget af invasioner, migrationer og fjendtlige plyndringer. Langs Atlanterhavet og de nordlige kyster hærgede vikingerne, som også havde plyndret de Britiske Øer og havde bosat sig der og på Island. I 911 fik vikingehøvdingen Rollo (død ca. 931) lov til at bosætte sig i Normandiet af den frankiske kong Karl den Enfoldige (regerede 898-922). Den østlige del af de frankiske kongeriger, særligt i Tyskland og Italien, var under stadige angreb fra Ungarn til ungarernes nederlag under lechfeldslaget i 955. Abbasidsdynastiets undergang betød, at den islamiske verden blev opdelt i mindre politiske stater, hvoraf nogle begyndte at ekspandere ind i Italien på Sicilien, samt over Pyrenæerne ind i de sydlige dele af de frankiske kongeriger.

### Nye kongeriger og byzantinsk genopblomstring
Lokale konger gjorde en indsats for at bekæmpe de invaderende styrker, hvilket ledte til nye politiske enheder. I Angelsaksisk England fik Alfred den Store (regerede 871-899) en aftale med de invaderende vikinger i slutningen af 800-tallet, hvilket resulterede i danske bosættelser i Northumbria, Mercia og dele af East Anglia. Mod modten af 900-tallet havde Alfreds efterfølgere erobret Northumbira og genoprettet den engelske kontrol over det mest af det sydlige Storbritannien. I det nordlige Storbritannien forenede Kenneth MacAlpin (død ca. 860) pikterne og skotterne i Kongeriget Alba. I begyndelsen af 900-tallet var det Liudolfingerne blevet etableret i Tyskland, og det var engageret i at fordrive ungarerne. Denne indsats kulminerede i 962 med kroningen af Otto den Store (regerede 936-973) som Tysk-romersk kejser. I 972 sikrede han anerkendelse af sin titel fra det Byzantinske Rige, hvilket blev beseglet med hans søns Otto 2. (regerede 967-983) ægteskab med Theophanu (død 991), der var datter af den tidligere byzantinske kejser Romanos 2. (regerede 959–963). Mod slutningen af 900-tallet var Italien blevet inddraget i den ottonianske sfære efter en periode med ustabilitet; Otto 3. (regerede 996–1002) brugte meget af den sene del af hans regeringstid i kongeriget. Kongeriget Vestfranken var blevet mere opdelt, og selvom kongerne formelt regerede, så lå en stor del af den politiske magt hos lokale herremænd.
Missionering i Skandinavien i 800- og 900-tallet hjalp med at styrke kongeriger som Danmark, Norge og Sverige, som fik magt og landområder. Nogle konger konverterede til kristendommen, men ikke alle før efter 1000, og skandinaverne ekspanderede og koloniserede i Europa. Udover bosættelser i Irland, England og Normandiet forgik der bosættelser i det der blev Kijevriget og Island. Svenske handelsfolk og plyndringsmænd rejste op af de russiske floder, og forsøgte sågar at erobre Konstantinopel i 860 og 970. Det kristne Spanien, der oprindeligt var fordrevet til en lille del af den Iberiske Halvø mod nord, udvidede langsom mod syd i 800- og 900-tallet og etablerede Kongeriget Asturien og Kongeriget León.
I Østeuropa genoplivede det Byzantinske Rige dets medgang under kejser Basileios 1. (regerede 867–886) og hans efterfølgere Leo 4. (regerede 886–912) og Konstantin 7. (regerede 913–959), medlemmer af det makedonske dynasti. Handelen genopblomstrede og kejserne styrede udbredelsen af en ensartet administration i alle provinserne. Militæret blev reorganiseret, hvilket gjorde det muligt for kejserne Johannes 1. (regerede 969–976) og Basileios 1. (regerede 976–1025) at udvide rigets grænser til alle sider. Det kejserlige hof var centrum for en genoplivning af den klassiske læring, en proces der blev kendt som makedonsk renæssance. Forfattere som John Geometres (fl. i starten af 900-tallet) skrev hymner, digte og andre værker. Den missionærer indsats resulterede i, at moravianere, bulgarer, folk fra Böhmen, polakker, ungarere og slavere, der boede i Kijevriget blev kristnet. Disse konverteringer bidrog til grundlæggelsen af politiske stater i de landområder, hvor disse befolkningsgrupper boede; Stormähren, Bulgarien, Böhmen, Polen, Ungarn og Kijevriget. Bulgarien, der var blevet grundlagt omkring 680, nåede på sit højdepunkt et område, der gik fra Budapest til Sortehavet, og fra floden Dnepr til Adriaterhavet. I 1018 overgav de sidste bulgarske adelige sig til det Byzantinske Rige.

### Kunst og arkitektur
Der var kun få større stenbygninger mellem Konstantins basilikaer i 300-tallet og 700-tallet, men mange mindre fra 400- og 500-tallet. I begyndelsen af 700-tallet genoplivede det Karolingiske Rige basilika-arkitekturen. Et af kendetegnene ved basilikaerne var brugen af transept, eller "arme" i en kors-formet bygning, som går vinkelret på skibet. Andre kendetegn ved den religiøse arkitektur var kryds og monumentale indgangspartier, normalt mod vest.
Karolingisk kunst blev skabt til hoffet og de klostre og kirker, som de støttede. Den var præget af forsøget på at genskabe romersk og byzantinsk kunsts stolthed og klassicisme, men var også påvirket af insulær kunst fra de Britiske Øer. Den integrerede energien fra irsk keltisk og angelsaksisk kunsts ornamenter med Middelhavsområdets former som bogen, og etablerede meget af det, som var kendetegnende for resten af middelalderen. Overlevende religiøse værker fra den tidlige middelalder er hovedsageligt illuminerede manuskripter og udskårne elfenben, der oprindeligt var fremstillet til metalgenstande, som siden er omsmeltet. Genstande i ædelmetal var de mest prestigefyldte kunstgenstande, men alle er gået tabt bortset fra nogle få kors som Lotharkorset, adskillige relikvier, arkæologiske fund som den angelsaksiske begravelse ved Sutton Hoo og depotfundene Gourdonskatten fra merovingiansk Frankrig, Guarrazarskatten fra visigotisk Spanien og Nagyszentmiklósskatten fra det byzantinske område. Der er bevaret flere store brocher og fibulaer eller ringfibler som tilsyneladende har været en vigtig del af elitens personlige udsmykning. Fx Tara-brochen. Rigt dekorerede bøger var hovedsageligt evangelier og de er bevaret i stort tal. Fx den irske Book of Kells, Lindisfarne-evangelierne og den kejserlige tyske Codex Aureus von St. Emmeram, der er en af de få i sit originale klenodiebind i guld med juveler. Karl den Stores hof synes at have været ansvarlig for indførelsen af den figurative monumentale skulptur i kristen kunst, og mod slutningen af perioden var legemsstore figurer som Gero-korset i Køln almindelige i vigtige kirker.

### Militær og teknologisk udvikling
I det senromerske rige var den vigtigste militære udvikling forsøg på at etablere et effektivt kavaleri og den fortsat udvikling af højt specialiserede soldater. Etableringen af den tungt pansrede katafraktsoldat som kavaleri var en vigtig enhed i 400-tallets romerske hær. Forskellige invaderende stammer sammensatte deres militær på forskellig måde: Angelsakserne i Storbritannien var en primær infanterienhed. Vandalerne og visigoterne havde en stor del kavaleri i deres hære. I den tidlige periode med invasioner var stigbøjlen ikke brugt til krigsførelse. Det gav kavaleriet begrænset anvendelse, primært som choktropper, da rytterne ikke kunne lægge fuld vægt i deres stød og slag, fordi de ikke sad godt nok på hesten. Den største ændring i militærteknologien i invasionsperioden var, at hunnerne indførte kompositbuen, der var den tidligere langbue overlegen. En anden udvikling var udbredelsen af langsværd, skælpanser og senere lamelrustning.
Vigtigheden af infanteri og let kavaleri aftog i begyndelsen af det Karolingiske Rige, mens specialtrænet tungt rytteri blev mere udbredt. Anvendelsen af værnepligt blandt den frie del af befolkningen blev mindre i samme periode. Selvom en stor del af da karolingiske hære var rytteri, så var en stor andel i den tidlige periode tilsyneladende beredent infanteri frem for egentligt kavaleri. En undtagelse var angelsaksiske England, hvor hærene stadig bestod af værnepligtige, kendt som en fyrd, som blev ledet af overklassen. Inden for militærteknologi var en ændring at armbrøsten vendte tilbage. Den havde været kendt i Romerriget, og begyndte at optræde som våben på de europæiske slagmarker i slutningen af den tidlige middelalder. En anden ændring var stigbøjlen, der gjorde kavaleriet mere effektivt. En teknologisk udvikling, som ikke bare blev brugt af militæret, var hesteskoen, som gjorde det muligt at anvende heste i klippeterræn og på is.

## Højmiddelalderen

### Samfund og økonomi
Højmiddelalderen var en periode med enorm befolkningsudvikling. Det antages, at Europas befolkning voksede fra 35 til 80 mio. fra omkring år 1000 til år 1347. Bedre landbrugsformer, nedgang i slaveri, varmere klima og fraværet af store invasioner har sandsynligvis været medvirkende årsager. Op mod 90 % af befolkningen var bønder, der boede på landet. Mange boede ikke længere på isolerede gårde, men var derimod samlet i små samfund, normalt tilknyttet en herregård eller en landsby. Disse bønder var ofte underlagt adelige herremænd, og de betalte dem leje og andre services i et system kaldet godssystemet. Der var stadig få frie bønder i denne periode, og der var flere i Sydeuropa end i Nordeuropa. Skovrydning for landbruget og for at tilskynde bønder til at bosætte sig på ryddet skovareal bidrog også til befolkningstilvæksten.
Andre dele af samfundet var adelstanden, gejstligheden og borgerne. Adelen, både adelige og ridderne, udnyttede herregårdene og bønderne, selvom de ikke ejede jorden, men fik tildelt rettighederne til indkomsten fra herregården eller andre landsområder gennem feudalsystemet. I 1000- og 1100-tallet blev disse områder eller len betragtet som arvelige, og de fleste steder var det ikke længere muligt at opdele landområderne imellem alle arvingerne, som i den tidlige middelalder. I stedet gik de fleste len og landområder til den ældste søn. Adelens dominans var bygget på kontrol over landet, deres militærtjeneste som tungt kavaleri, kontrol over borge og forskellig immunitet og undtagelser fra skatter og andre påbud. Borge, der var bygget af træ og senere i sten, kom til i 800- og 900-tallet som svar på tidens uroligheder, og de gav beskyttelse mod invasioner og gav herremændene mulighed for at forsvare sig mod rivaler. Kontrol over borge gav også mulighed for, at adelen kunne modsige kongen eller andre herremænd. Adelen var lagdelt: kongerne og de fornemste adelige kontrollerede mange bønder, store landområder og i mange tilfælde også andre adelige. Under dem var den lavere adel, der havde autoritet over mindre landområder og færre personer. Ridderne var lavest i dette system; de kontrollerede ikke noget land og de skulle tjene adelsfolk, der rangerede over dem.
Gejstligheden var opdelt i to:
- sekulær gejstlighed, som levede ude i verden
- regulære gejstlighed, som levede under religiøst styre og som typisk var munke.[166] I hele perioden var munke en meget lille del af hele befolkningen, som regel under 1 %.[167] De fleste i den regulære gejstlighed kom fra adelen, der var den samme klasse, som tjente som rekruteringsmateriale til de højere niveau i den sekulære gejstlighed. I sognene kom præsterne ofte fra bondeklassen.[168] Borgere var i en lidt usædvanlig situation, idet de ikke passede ind i den traditionelle tredelte opdeling af samfundet i adelige, gejstlighed og bønder. I løbet af 1100- og 1200-tallet udvidede borgeres rang sig, i takt med at byerne voksede sig større og nye urbane områder opstod.[169] I hele middelalderen var andelen af befolkningen, som boede i byerne, aldrig mere end 10 %.[170]

Jøderne spredte sig over Europa. Der blev etableret samfund i Tyskland og England i 1000- og 1100-tallet, men i Spanien, hvor de længe havde boet under muslimerne, kom under kristent styre, og de blev udsat for stigende pres for at konvertere til kristendommen. De fleste jøder var i byerne, da de ikke havde lov til at eje land eller være bønder. Udover jøderne var der andre ikke-kristne i udkanten af Europa; hedenske slavere i Østeuropa og muslimer i Sydeuropa.
Kvinder i middelalderen var officielt underlagt en mand, hvad enten det var deres far, mand eller formynder. Enker havde væsentlig mere kontrol over deres liv, men var stadig begrænset ved lov. Kvindernes arbejde bestod generelt i hushold og andre opgaver i hjemmet. Bondekoner var som regel ansvarlige for husholdningen, passe børn og for haven og husdyr tæt ved hjemmet. De kunne supplere indkomsten ved at spinde eller brygge øl. De hjalp til med høsten. Kvinder i byen var ansvarlige for husholdningen, men kunne også være engageret i handel efter land og efter periode. Adelskvinder var ansvarlige for husholdningen, og det forventedes, at de drev herregården, hvis deres mand eller mandlige familiemedlem var ude at rejse. De var som regel ikke med i opgaver der berørte militæret eller regeringen. Inden for kirken kunne de blive nonner eller abedisser, da de ikke kunne blive præster.
I Central-, Norditalien og i Flandern voksede flere byer sig så store og rige, at de fik en grad af selvstyre. Det stimulerede den økonomiske vækst og skabte miljø for nye typer handelsforeninger. Kommercielle byer langs Østersøens kyster gik ind i et samarbejde kaldet Hansaen, og de italienske maritime republikker som Venedig, Genova og Pisa udvidede deres handel i Middelhavet. Store handelsmarkeder blev etableret og blomstrede i Nordfrankrig i denne periode. Det gjorde det muligt for italienske og tyske købmænd at handle med hinanden og med franske købmænd. I slutningen af 1200-tallet blev der fundet nyt land og nye sejlruter til Fjernøsten som beskrevet i Marco Polos Rejser skrevet af en af de handelsfarende Marco Polo (død 1324). Udover nye handelsmuligheder gjorde forbedringer i landbruget og teknologien, at man kunne forbedre udbyttet fra afgrøderne, så handelsnetværkene kunne udvides. Den øgede handel bragte nye måder at behandle penge på til Europa, og guldmønter blev slået først i Italien og senere i Frankrig for at sprede sig til andre lande i Europa. Nye former for handelskontrakter opstod. Det gav købmændene mulighed for at dele risikoen ved nye handelseventyr. Bogholderiet blev også forbedret, bl.a. som følge af indførelsen af dobbelt bogholderi; akkreditiver opstod også og gjorde overførslen af penge nemmere.

### Statsmagtens øgede indflydelse
Højmiddelalderen var den periode, hvor de moderne nationer i vesten blev etableret. Kongerne i Frankrig, England og Spanien konsoliderede deres magt og etablerede stabile regeringsinstitutioner. Nye kongeriger som Ungarn og Polen, efter deres konvertering til kristendommen, blev centraleuropæiske magter. Magyarer (ungarere) havde bosat sig i Ungarn omkring år 900 under kong Árpád (død ca. 907) efter en serie invasioner i 800-tallet. Pavedømmet, der længe var forbundet med en ideologi om uafhængighed fra sekulære konger, fremsatte for første gang deres verdslige magt og myndighed over hele den kristne verden; det pavelige monarki nåede sit højdepunkt i begyndelsen af 1200-tallet under Innocent 3. (pave 1198-1216). De nordiske korstog og udvidelsen af kristne kongeriger og militærordner ind i tidligere hedenske områder Østersøregionen og Finland bragte tvungen assimilering til mange indfødte i europæisk kultur.
I den tidlige del af højmiddelalderen blev Tyskland regeret af det ottonianske dynasti, som kæmpede med at få kontrol over de magtfulde hertuger, der herskede over stamhertugdømmerne, der gik tilbage til folkevandringstiden. I 1204 blev de erstattet af det salianske dynasti, som havde et opgør med pavestolen under kejser Henrik 4. (regerede 1084–1105) over kirkens udnævnelser som en del af investiturstriden. Hans efterfølgere fortsatte striden mod pavestolen samt mod den tyske adel. En periode med ustabilitet fulgte efter kejser Henrik 5.s død (regerede 1111-25), da han ikke efterlod sig nogle arvinger, indtil Frederik 1. Barbarossa (regerede 1155-90) overtog kejsertronen. Selvom han herskede effektivt så forblev de grundlæggende problemer, og hans efterfølgere havde fortsat problemer ind i 1200-tallet. Barbarossas barnebarn Frederick 2. (regerede 1220–1250), der også var arving til Siciliens trone igennem sin moder, havde gentagne sammenstød med pavestolen. Hans hof var berømt for dets lærde og han blev ofte beskyldt for kætteri. Han og hans efterfølgere havde mange problemer, inklusive mongolernes invasion af Europa i midten af 1200-tallet. Mongolerne splittede først Kijevrigets hertugdømmer og derefter invaderede de Østeruopa i 1241, 1259 og 1287.
Under Huset Capet begyndte det franske monarki langsomt at udvide sin autoritet over adelen med udgangspunkt i Île-de-France for at udøve mere kontrol over landet i 1000- og 1100-tallet. De stod overfor en magtfuld rival i hertugerne af Normandiet, der i 1066 under Vilhelm Erobreren (hertug 1035-1087) erobrede England (regerede 1066-87) og skabte et imperium der strakte sig over kanalen, og som i forskellige former overlevede resten af middelalderen. Normannerne bosatte sig også på Sicilien og Syditalien, da Robert Guiscard (død 1085) gik i land her i 1059 og etablerede et hertugdømme, der senere blev til Kongeriget Sicilien. Under Henrik 2.s (regerede 1154-89) huset Angevin og hans søn Richard 1. (regerede 1189–99), regerede Englands konger over England og store dele af Frankrig, hvilket blev bragt ind i familien igennem Henrik 2.s ægteskab med Eleanor af Aquitaine (død 1204), der var arving til en stor del af Sydfrankrig. Richards yngre bror, John (regerede 1199–1216), mistede Normandiet og resten af de nordfranske besiddelser i 1204 til den franske kong Philip 2. Augustus (regerede 1180–1223). Dette ledte til utilfredshed blandt den engelske adel. Johns overdrevne beskatning i forsøg på at betale for at generobre Normandiet ledte i 1215 til Magna Carta, der bekræftede den frie mands rettigheder og privilegier i England. Under Henrik 3. (regerede 1216–72), Johns søn, blev der gjort yderligere indrømmelser overfor adelen, og den kongelige magt blev endnu mindre. Det franske monarki fortsatte med at tage land fra adelen i slutningen af 1100- og 1200-tallet, og bragte flere territorier i kongeriget under kongens personlige magt og centraliserede den kongelige administration. Under Louis 9. (regerede 1226–70), steg den kongelige prestige yderligere, da han fungerede som talsmand for det meste af Europa.
På den Iberiske Halvø begyndte de kristne stater, der havde været begrænset til den nordvestlige del af halvøen, at skubbe tilbage mod de islamiske stater i syd i en periode kaldet Reconquista. Omkring år 1150 var det kristne nord smeltet sammen til fem større kongeriger; León, Castilien, Aragonien, Navarre og Portugal. Sydiberien var fortsat under islamisk styre, i første omgang under Córdoba-kalifatet, som gik i opløsning i 1031 og blev til et skiftende antal mindre stater kaldet taifaer, som kæmpede med de kristne indtil Almohad-kalifatet reetablerede en centralmagt over det sydlige Iberien i 1170'erne. Kristne styrker avancerede igen i begyndelsen af 1200-tallet, hvilket kulminerede i generobringen af Sevilla i 1248.

### Korstogene
I 1000-tallet overtog seldsjukker-dynastiet meget af Mellemøsten; de besatte Persien i 1040'erne, Armenien i 1060'erne og Jerusalem i 1070. I 1071 besejrede den tyrkiske hær den byzantinske hær under slaget ved Manzikert, og de tog den byzantinske kejser Romanus 4. (regerede 1068–71) til fange. Tyrkerne kunne herefter invadere Lilleasien, hvilket var et hårdt slag for Det Byzantinske Rige, idet tyrkerne erobrede en stor del af befolkningen og de vigtigste økonomiske regioner. Selvom Det Byzantinske Rige regrupperede og til en hvis grad kom sig, så fik de aldrig samme kontrol over Lilleasien, og måtte ofte være i defensiv. Tyrkerne havde dog også problemer; de mistede kontrollen over Jerusalem til Fatamid-kalifatet fra Egypten, og de led under en række interne borgerkrige. Byzantinerne stod også overfor det genoplivede Bulgarien, der i slutningen af 1100-tallet og 1200-tallet spredte sig over Balkan.
Formålet med korstogene var at erobre Jerusalem fra muslimerne. Det første korstog blev igangsat af Pave Urban 2. (pave 1088-99) under Clermont-kancelliet i 1095, som svar på den byzantinske kejser Alexios 1. Komnenos' (regerede 1081–1118) bøn om hjælp mod de invaderende muslimer. Urban lovede aflad til enhver der deltog. Titusindvis af personer fra alle samfundsklasser blev mobiliseret over hele Europa, og de erobrede Jerusalem i 1099. Under korstogene blev der udført pogrommer mod lokale jøder, der ofte foregik, når korsfarerne forlod deres hjemland for at drage mod øst. Disse var især brutale under det første korstog, hvor jødiske samfund i Köln, Mainz og Worms blev ødelagt, og andre samfund i byer mellem floderne Seinen og Rhinen også oplevede ødelæggelser. En anden følgevirkning af korstogene var grundlæggelsen af en ny klostertype, de militære ordener tempelridderne og johanniterordenen, som forenede klosterlivet med militærtjeneste.
Korstogene konsoliderede deres erobringer i korsfarerstater. I 1100- og 1200-tallet var der en serie konflikter mellem disse stater og de omkringliggende islamiske stater. Appeller fra disse stater til pavestolen ledte til yderligere korstog, såsom det tredje korstog, der blev udført for at generobre Jerusalem, som var blevet erobret af Saladin (død 1193) i 1187. I 1203 blev det fjerde korstog omdirigeret fra Det Hellige Land til Konstantinopel, og de erobrede byen i 1204, hvor de etablerede Det Latinske Kejserrige og svækkede Det Byzantinske Rige meget. Byzantinerne generobrede byen i 1261, men fik aldrig deres tidligere styrke tilbage. I 1291 var alle korsfarerstaterne blevet erobret, selvom Kongeriget Jerusalem overlevede på Cypern i flere år efter.
Paverne indkaldte til korstog, der skulle foregå andre steder end i Det Hellige Land; i Spanien, Sydfrankrig og langs Østersøens kyster. De spanske korstog blev en del af Reconquista af Spanien fra muslimerne. Selvom tempelridderne og johanniterordenen tog del i de spanske korstog blev der også etableret lignende spanske religiøse ordener, hvoraf de fleste blevet en del af de to største ordener Calatravaordenen og Santiago-ordenen ved starten af 1100-tallet. Nordeuropa var uden for kristen indflydelse indtil 1000-tallet, og flere steder blev genstand for de nordiske korstog i 1100- til 1300-tallet. Disse korstog blev også grundlaget for nye militære ordener som Sværdbroderordenen. En anden orden, Den Tyske Orden, som egentligt var grundlagt i en korsfarerstat, fokuserede hovedsageligt sin aktivitet i Østersøområdet efter 1225, og i 1309 flyttede man hovedkvarteret til Ordensborgen Malbork i Preussen.

### Intellektuelt liv
I 1000-tallet førte udviklingen i filosofi og teologi til øget intellektuel aktivitet. Der var debat mellem realister og nominalister over konceptet universel. Filosofisk debat blev stimuleret af genopdagelsen af Aristoteles og hans vægt på emperisme og rationalisme. Lærde som Peter Abelard (død 1142) og Peter Lombard (død 1164) indførte logikken i teologi. I slutningen af 1000-tallet og begyndelsen af 1200-tallet blev katedralskoler udbredt i Vesteuropa. Det signalerede et skift fra klostrenes læring til at viden og uddannelse foregik ved katedraler og i byer. Katedralskolerne blev senere erstattet af universiteter, der blev etableret i de største europæiske byer. Filosofi og teologi fusionerede i skolastik, der var et forsøg fra de lærde i 1100- og 1200-tallet på at forene de vigtigste tekster, primært Aristoteles' og biblen. Denne bevægelse forsøgte at anvende en systematisk tilgang til sandhed og fornuft, og det kulminerede i Thomas Aquinas' (død 1274) tanker, og hans værk Summa Theologica eller Opsummering af Teologi.
Ridderlighed og den høviske kærligheds ethosb udviklede sig ved hoffet blandt de kongelige og adelige. Det blev udtrykt i hverdagsprog frem for på latin, og det blev beskrevet i digte, historier, legender og populære sange, der blev spredt af troubadourer og omrejsende musikere. Ofte var historierne skrevet ned i chansons de geste eller "sange om store gerninger" som Rolandskvadet eller Hildebrands Sang. Der blev også skrevet sekulære og religiøse historier. Geoffrey af Monmouth (død ca. 1155) forfattede Historia Regum Britanniae, der er en samling historier og legender om Kong Arthur. Andre værker var åbenlyst historiske, som Otto von Freisings (død 1158) Gesta Friderici Imperatoris, der beskriver kejser Frederick Barbarossas genringer, eller William af Malmesburys (død ca. 1143) Gesta Regum om Englands konger.
Juridiske studier udviklede sig i 1100-tallet. Både sekulær lov og kanonlov eller eklastisk lov blev studeret i højmiddelalderen. Sekulær lov eller romerret udviklede sig meget ved opdagelsen af Corpus Juris Civilis i 1000-tallet, og omkring år 1100 blev der undervist i romerret på universitetet i Bologna. Det ledte til nedskrivningen og standardiseringen af juridiske retningslinjer over hele Vesteuropa. Kanonisk lov blev også studeret, og omkring år 1140 nedskrev munken Gratian, der var lærer i Bologna, et værk om kanonlov: Decretum, som blev et standardværk på området.
Blandt resultaterne af den græske og islamiske indflydelse i tiden var overgangen fra romertal til talsystemet decimal positionstalsystem og opfindelsen af algebra, der gjorde mere avanceret matematik mulig. Astronomien blev udviklet efter oversættelsen af Ptolemæus' Almagest fra græsk til latin i slutningen af 1100-tallet. Medicin blev også studeret og udviklet, særligt i Syditalien, hvor islamisk medicin påvirkede Salernoskolen.

### Teknologi og militær
I 1000- og 1200-tallets Europa var der økonomisk vækst, og nye produktionsmetoder blev udviklet. Den største teknologiske udvikling var opfindelsen af vindmøllen, de første mekaniske ure, fremstillingen af spiritus og brugen af astrolabium. Konkave briller blev opfundet omkring år 1286 af en ukendt italiener, der arbejdede i eller tæt på Pisa.
Udviklingen af trevangsbrug med vekseldrift af afgrøderne øgede udbyttet af landsbrugslandet. Udvikling af ploven gjorde det muligt at dyrke landbrug i tungere jord. Det blev hjulpet af kumteselen, der førte til brug af arbejdsheste frem for okser. Heste er hurtigere end okser og har brug for færre græsning; det gavnede trevangsbruget.
Udviklingen i byggeteknologien ledte til opførelsen af katedraler, borge, rådhuse, byhuse, broer og tiendelader. Skibsbygningen blev også forbedret med brugen af ribbe og planke-metoden frem for den gamle romerske metode med tapsamlinger. Brugen af latinersejl og ror øgede skibenes hastighed.
Militæret brugte mere infanteri med specialtropper. Sammen med det stadigt dominerende tunge kavaleri kom ofte armbrøstskytter, både som kavaleri og infanteri, samt sappører og ingeniører. Armbrøster, der havde været kendt siden slutningen af antikken, blev mere udbredt som følge af, at belejringskrig blev mere populær i 900- og 1000-tallet. Den mere udbredte brug af armbrøster ledte til at hjelme med lukket visir, tunge rustninger og panser til heste. Sortkrudt blev kendt i Europa i 1300-tallet. Kanoner blev brugt første gang i 1320'erne og håndholdte skydevåben blev brugt i 1360'erne.

### Arkitektur, kunst og musik
I 900-tallet havde etableringen af kirker og klostre ledt til udviklingen af stenarkitektur, der udviklede det romerske formsprog, hvilket afledte til typen som "romansk stil". Hvor det var muligt genanvendte man materialer fra romerske teglsten og stenbygninger. Begyndelsen blev kendt som førsteromansk, der var en stil som blomstrede og spredte sig i Europa i en ualmindeligt homogen form. Umiddelbart inden år 1000 var der en stor bølge af opførsler af stenkirker overalt i Europa. Romanske bygninger har store kraftige stenvægge, åbninger med halvrunde buer, små vinduer og, særligt i Frankrig, hvælvinger. De store portaler med malede skulpturer i relief blev en central del af facaderne, særligt i Frankrig, og kapitælsøjler blev ofte udskåret med scener fra fortællinger med fantasifulde monstre og dyr. Ifølge kunsthistorikeren C. R. Dodwell, "blev stort set alle kirker i vesten dekoreret med vægmalerier", hvoraf kun få er bevaret. Simultant med udviklingen i kirkearkitektur blev der udviklet en særlig europæisk form for borgarkitektur, som blev vigtig for både politik og krigsførelse.
Romansk kunst, særligt metalarbejde, var den mest sofistikerede i mosankunst, hvor vigtige kunstneriske personer inkluderer Nicholas af Verdun (død 1205), og en næsten klassisk stil ses i døbefonten i Sankt Bartholomæuskirken i Liege, der står i kontrast til den samtidige Gloucesterlysestagen. store illuminerede bibler og salmebøger var den typiske form for luksusmanuskripter, og vægmalerier blomstrede i kirkerne, ofte efter et skema med en "dommedagsskildring" på vestvæggen, en Majestas Domini mod øst og en fortælling af bibelske scener ned igennem kirkeskibet, eller som det bedst bevarede eksempel, i Klosterkirken Saint-Savin-sur-Gartempes tøndehvælvede loft.
Fra begyndelsen af 1100-tallet udviklede franske arkitekter og stenhuggere gotikken, der blev markeret ved brugen af ribhvælv, spidsbuer, stræbepiller og store glasmalerier. Stilen blev primært brugt i kirker og katedraler og den fortsatte med at blive brugt frem til 1500-tallet i store dele af Europa. Klassiske eksempler på gotisk arkitektur inkluderer Domkirken i Chartres og Notre-Dame de Reims i Frankrig samt Salisbury Cathedral i England. Glasmalerier blev et vigtigt element i kirkernes design, der fortsatte med store vægmalerier, men de fleste er i dag gået tabt.
I løbet af denne periode begyndte praksissen med illuminerede manuskripter langsomt at overgå fra klostrene til lægfolk, således at ifølge Janetta Benton "bragte de fleste munke deres bøger til værksteder omkring år 1300", og tidebøger udviklede sig til en form for andagtsbog for lægfolk. Metalarbejde fortsatte med at være den mest prestigefyldte form for kunst; emaljearbejde fra Limoges i Frankrig var en populær og relativt overkommelig form for emalje til relikvier og kors. I Italien gjorde Giovanni Cimabue og Duccio innovationer, efterfulgt af Trecentomesteren Giotto di Bondone (død 1337), at panelmalerier og freskoer blev mere sofistikerede og deres status steg. Større rigdom i 1100-tallet ledte til en større produktion af sekulær kunst; mange udskårne genstande i elfenben som spillebrigger, kamme og små religiøse figurer er bevaret.

### Kirkeliv
Reformer i klosterlivet blev en vigtig ting i løbet af 1000-tallet, hvor eliten begyndte at bekymre sig om, at munkene ikke fulgte de regler der bandt dem til et fuldstændigt religiøst liv. Abbediet Cluny, der blev grundlagt i Mâcon i Frankrig i 909, blev etableret som en del af Benediktinreformen, der var en større reform i det monastiske liv som følge af denne frygt. Cluny fik hurtigt et ry for strenghed og stringens. Det søgte at fastholde en høj kvalitet i det spirituelle liv, og fik pavens beskyttelse og man valgte abbeden uden lægmænds indblanding, hvorved man vedligeholdt økonomisk og politisk uafhængighed fra lokale herremænd.
Monastiske reformer igangsatte en ændring i den sekulære kirke. Idealet som den var baseret på blev bragt til pavestolen for Pave Leo 9. (pave 1049–1054), og det gav uafhængighed til præsternes ideologi, hvilket ledte til investiturstriden i slutningen af 1000-tallet. Dette involverede Pave Gregor 7. (pave 1073–1085) og kejser Henry 4., som oprindeligt havde kæmpet om udnævnelser af biskopperne, som var en diskussion der udviklede sig til en krig om ideer som investitur, præster der giftede sig og simoni. Kejseren så beskyttelse af kirken som en af sine ansvarsområder, men ville også beholde retten til at kunne udpege biskopper i sine egne lande, mens pavestolen insisterede på kirkens uafhængighed fra sekulære herremænd. Disse problemer forblev uløste efter kompromiset i 1122 kaldet Wormskonkordatet. Uenigheden repræsenterede en vigtig scene i skabelsen af det pavelige monarki separat fra og på lige fod med de øvrige autoriteter, der gjaldt for lægmand. Det havde også den permanente konsekvens, at de tyske prinser fik magt på bekostning af den tyske kejser.
Højmiddelalderen var også en periode med store religiøse bevægelser. Udover korstogene og klosterreformerne så søgte folk at deltage i nyt religiøst liv. Nye klosterordener blev grundlagt, heriblandt Karteuserordenen og Cistercienserordenen. Særligt sidstnævnte blev hurtigt udvidet i de tidlige år under Bernard af Clairvaux' (død 1153) guide. Disse nye ordener blev etableret som modsvar til den følelse som lægmand havde, at benediktinerklostrene ikke længere mødte lægmands behov, der udover at have et ønske om at gå ind i det religiøse liv ønskede at vende tilbage til et mere aflukket og hermetisk form for monastisk kristendom eller leve et liv som discipel. Pilgrimsfærde blev tilskyndet. Gamle pilgrimssteder som Rom, Jerusalem, Santiago de Compostela-katedralen og nye steder som som Basilica di San Nicola og Santuario di San Michele Arcangelo i Italien var populære.
I 1200-tallet blev tiggermunkordener, Franciskanerordenen og Dominikanerordenen, der levede et liv i fattigdom og levede af tiggeri godkendt af paven. Religiøse grupper som Valdesere og Humiliatordenen forsøgte også at vende tilbage til den tidlige kristnedom i midten af 1100-tallet og begyndelsen af 1200-tallet, men de blev dømt som kættere af pavedømmet. Andre sluttede sig til katharerne, en anden bevægelse der blev dømt for kætteri af pavedømmet. I 1209 blev katharerne elimineret under et korstog, som var rettet mod dem, det albigensiske korstog, i en kombination med den middelalderlige inkvisition.

## Senmiddelalderen

### Krig, hungersnød og pest
De første år af 1300-tallet blev mærket af hungersnød, der kulminerede i den store hungersnød 1315–1317. Årsagerne til den store hungersnød inkluderede en langsom overgang fra den middelalderlige varmeperiode til den lille istid, der gjorde befolkningen sårbar over for dårligt vejr, der gav fejlslagen høst. Årene 1313–14 og 1317–21 var meget regnfulde i hele Europa, hvilket resulterede i udbredt misvækst og dårlig høst over hele Europa. Klimaændringen, som gav en lavere gennemsnitstemperatur på hele kontinentet i 1300-tallet, blev fulgt af økonomisk nedgang.
Disse problemer blev fulgt op med den sorte død i 1347, der var en pandemi, som spredte sig over hele Europa i de følgende tre år. Dødstallet var sandsynligvis omkring 35 millioner i Europa, hvilket svarer til omtrent en tredjedel af befolkningen. Byer blev særlig hårdt ramt, fordi folk boede tæt. Store landområder blev meget tyndt befolket, og i nogle områder blev markerne ikke dyrket. Lønningerne steg, da herremænd forsøgte at få den reducerede arbejdsstyrke til at arbejde på deres marker. Yderligere problemer var lav leje og lavere efterspørgsel på mad, hvilket skar en del af indkomsten for landbruget. Folk i byerne følte, at de havde ret til bedre betaling, og flere oprør opstod rundt omkring i Europa. Blandt disse var jacquerie-oprøret i Frankrig, Peasants' Revolt i England og oprører i byerne Firenze i Italien og Gent og Brugge i Flandern. Det trauma som pesten medførte gjorde folk mere gudfrygtige i Europa, hvilket blev manifisteret ved grundlæggelsen af velgørenhedstiltag, flagellanternes selvpineri og at give jøderne skylden for pesten. Dette blev ikke bedre, da pesten vendte tilbage af flere omgange i 1300-tallet og resten af middelalderen.

### Samfund og økonomi
Samfundet i hele Europa blev forstyrret af pestens hærgen. Landområder der kun havde givet lille udbytte blev nu forladt, da de overlevende kunne få fat i mere frugtbar landbrugsjord. Selvom livegenskab blev mindre i Vesteuropa blev det mere almindeligt i Østeuropa, hvor herremænd pålagde det deres lejere og forpagtere, som tidligere havde været frie. De fleste bønder i Vesteuropa formåede at ændre det arbejde, som de tidligere skulle gøre for deres herremænd, til i stedet at blive en betalt leje i kontanter. Andelen af livegenskab blandt bondestanden gik fra omkring 90 % til 50 % mod slutningen af perioden. Herremænd blev også mere bevidste om fælles interesser med andre herremænd, og de slog sig sammen for at udnytte de privilegier, som de havde fået fra regeringen. Delvis som følge af pres fra herremændene forsøgte regeringer at lovgive sig til at vende tilbage til de økonomiske betingelser fra før den sorte død. Ikke-gejstlige folk blev i højere grad i stand til at læse og skrive, og byernes befolkning begyndte at imitere adelstandens interesse for ridderlighed.
Jødiske samfund blev udvist fra England i 1290 og fra Frankrig i 1306. Selvom nogle fik lov at komme tilbage til Frankrig, så var det langt fra alle, og mange jøder emigrerede mod øst, hvor de bosatte sig i Polen og Ungarn. Jøderne blev smidt ud af Spanien i 1492 og blev spredt til Tyrkiet, Frankrig, Italien og Holland. Bankvæsnet blev udviklet og udbredt i Italien i 1200-tallet og forsatte op igennem 1300-tallet, hvor det blev hjulpet på vej af krig og pavedømmets behov for at flytte penge imellem forskellige kongeriger. Mange bankfirmaer lånte penge til adelen, med stor risiko, og nogle gik konkurs, når konger misligholdt deres lån.

### Staten genfødes
Stærke, monarkibaserede nationalstater voksede frem i hele Europa i senmiddelalderen, særligt England, Frankrig og de kristne kongeriger på den Iberiske Halvø; Aragonien, Castilien og Portugal. Den lange konflikt i perioden styrkede kongernes kontrol over deres kongeriger, og det gik hårdt ud over bondestanden. Kongen profiterede på krigsførelsen, der udvidede deres beføjelser og øgede mængden af land som de kontrollerede direkte. For at kunne betale for krigene var det nødvendigt at skatteindkrævning blev mere effektiv og skatterne blev ofte højere og højere. For at kunne opkræve skatterne fik repræsentative organer som Det engelske parlament og Frankrigs generalstænder mere magt og autoritet.
Igennem 1300-tallet forsøgte de franske konger at udvide deres indflydelse på bekostning af adelens besiddelser. De løb ind i problemer, da de forsøgte at konfiskere den engelske konges besiddelser i det sydlige Frankrig, hvilket ledte til hundredårskrigen, som foregik fra 1337 til 1453. Tidligt i krigen under Edward 3. (regerede 1327–77) og hans søn Edward, den sorte prins (død 1376), vandt de slagene ved Crécy og Poitiers, erobrede Calais, og fik kontrol over meget af Frankrig. Dette resulterede næsten i at det franske kongerige disintegrerede under de tidlige år af krigen. I begyndelsen af 1400-tallet, hvor Frankrig igen var ved at gå i opløsning bl.a. med Slaget ved Agincourt, blev en stor del af den franske adel slået ihjel. I slutningen af 1420'erne gjorde Jeanne d'Arcs (død 1431) deltagelse at krigslykken vendte, og dette ledte til flere Franske sejre og erobringen af Englands sidste besiddelser i Sydfrankrig i 1453. Prisen var dog høj, da befolkningen mod slutningen af hundredsårskrigen sandsynligvis var omkring halvdelen af, hvad den havde været ved starten på konflikten. Omvendt havde krigen en positiv effekt på den engelske nationalidentitet, hvor den fik samlet forskellige lokale identiteter til et samlet nationalt ideal. Konflikten med Frankrig hjalp også med at skabe en national kultur i England, der adskilte sig fra den franske kultur, som tidligere havde været den dominerende indflydelse. Den engelske langbues dominans begyndte i begyndelsen af hundredårskrigen, og kanoner blev brugt første gang i åbent slag ved Crécy i 1346.
I nutidens Tyskland fortsatte det Tysk-romerske rige med at regere, men kejserkronen skulle vælges hver gang, og der var derfor ikke noget stabilt dynasti, hvorfra der kunne skabes en stærk stat. Længere mod øst voksede kongerigerne Polen, Ungarn og Böhmen sig stærke. På den Iberiske Halvø fortsatte de kristne kongeriger med at erobre land fra de muslimske kongeriger ; Portugal fokuserede på at ekspandere oversøisk i 1400-tallet, mens de andre kongeriger kæmpede med problemer om arvefølgende. Efter at have tabt hundredårskrigen påbegyndte England en lang borgerkrig kaldet rosekrigene, som varede til op i 1490'erne og først sluttede, da Henry Tudor (regerede 1485–1509 som Henrik 7.) blev konge og konsoliderede sin magt med en sejr over Richard 3. (regerede 1483–85) ved Bosworth i 1485. I Skandinavien konsoliderede Margrete 1. sin magt over Danmark, Norge og Sverige med kalmarunionen, der stod ved magt indtil 1523. Den store magt i Østersøen var Hansaen, der var en kommerciel konføderation af bystater der drev handel fra Vesteuropa til Rusland. Skotland fik frigjort sig fra den engelske dominans under Robert the Bruce (regerede 1306–29), der formåede til at få paven til at anerkende ham som konge i 1328.

### Det Byzantinske Rige kollaps
Selvom de palaiologiske kejsere generobrede Konstantinopel fra vesteuropæerne i 1261 blev de aldrig i stand til at få kontrol over hele det tidligere imperium. De kontrollerede kun en lille del af Balkanhalvøen nær Konstantinopel, byen selv og nogle kystområder langs Sortehavet og omkring Det Ægæiske Hav. De tidligere byzantinske områder i Balkan blev opdelt mellem Kongeriget Serbien, Andet Bulgarske rige og bystaten Venedig. De byzantinske kejseres magt blev truet af en ny tyrkisk stamme kaldet ottomanerne, der etablerede sig i Anatolien i 1200-tallet og støt udvidede området op igennem 1300-tallet. Ottomanerne udvidede deres rige ind i Europa, hvilket reducerede Bulgarien til en vasalstat i 1366 og de erobrede Serbien efter Slaget ved Kosovo i 1389. Vesteuropæerne mobiliserede de kristne i Balkanområdet og startede et nyt korstog i 1396, hvor der blev sendt en stor hær til Balkan, hvor den blev besejret under slaget ved Nicopolis. Konstantinopel faldt endeligt til ottomanerne i 1453.

### Kontroverser med kirke
I det tumultariske 1300-tal ledte uenigheder over ledelsen af kirken til Avignon-pavedømmet fra 1305-78, også kaldet det "Babyloniske fangenskab af pavedømmet" (en reference til det babyloniske fangenskab af jøderne), og herefter til det store skisma der varede fra 1378 til 1418, hvor der var to og senere tre rivaliserende paver, der var blev støttet af flere forskellige lande. Kirkelige embedsmænd indkaldte til konsilet i Konstanz i 1414, og året efter afsatte rådet én af de rivaliserende paver, hvilket efterlod to tilbage. Yderligere afsættelse fulgte, og i november 1417 valgte rådet Martin 5. (pave 1417–31) som pave.
Udover skismaet blev kirken også udfordret af teologiske kontroverser, hvoraf nogle endte med kætteri. John Wycliffe (død 1384), en engelsk teolog, blev dømt som kætter i 1415 for at sige, at lægmand skulle have adgang til biblen, samt for sine holdninger til nadveren, der ikke stemte overens med kirkens doktrin. Wycliffes lære havde indflydelse på to store kætteriske bevægelser i senmiddelalderen; Lollarderne i England og hussiterne i Böhmen. Den böhmiske bevægelse blev igangsat af Jan Hus' lære. Han blev ligeledes brændt på bålet i 1415 efter at være blevet dømt som kætter af konsilet i Konstanz. Hussiterkirken overlevede igennem middelalderen, på trods af at være genstand for et korstog. Der blev lavet andre kætterbeskyldninger mod bl.a. tempelridderne, der resulterede at de blev undertrykt i 1312, og dele af deres store rigdom blev delt mellem den franske kong Philip 4. (regerede 1285–1314) og johanniterordenen.
Pavedømmet udviklede messen yderligere i senmiddelalderen, hvor kun præsterne måtte deltage i vinen som en del af nadveren. Dette skabte yderligere afstand mellem gejstligheden og lægmand. Pilgrimsfærde fortsatte, ligesom dyrkelse af relikvier og troen på djævlens magt gjorde. Mystikere som Meister Eckhart (død 1327) og Thomas à Kempis (død 1471) skrev værker, der lærte lægmand at fokusere på deres indre spirituelle liv, hvilket lagde grundstene til reformationen. Udover mysticisme blev troen på hekse og hekseri udbredt, og i slutningen af 1400-tallet var kirken begyndt støtte befolkningen i deres frygt for hekse med de første domsafsigelser i 1484 og udgivelsen af Malleus Maleficarum 1486, der blev den mest populære håndbog for heksejægere.

### Videnskab, intellektuelle og opdagelsesrejser
I senmiddelalderen ledte teologer som John Duns Scotus (død 1308) og William af Ockham (død ca. 1348), til en reaktion mod skolastikken, idet de gjorde oprør mod brugen af fornuft til tro. Deres arbejde underminerede den dominerende platoniske ide om at noget var "universielt". Ockham insisterede på at fornuft opererede uafhængigt af tro, hvilket gjorde det muligt at separere teologi og filosofi. Juridiske studier blev præget af en stabil udvikling af romersk lov til områder som tidligere havde været styret af sædvaneret. Den eneste undtagelse på denne tendens var i England, hvor common law fortsat var fremherskende. Andre lande nedskrev deres love; lovskrifter blev bekendtgjort i Castilien, Polen og Lituaen.
Uddannelse forblev hovedsageligt fokuseret på at træne fremtidige gejstlige. Den grundlæggende indlæring af bogstaver og tal forblev fortsat familiens eller den lokale landsbypræsts opgave, men sekundære trivium-emner, som grammatik, retorik, logik, blev studeret på katedralskoler eller skoler i byerne. Kommercielle sekundære skoler blev mere udbredt og nogle italienske byer havde mere end én af disse. Universiteter spredte sig også i Europa i 1300- og 1400-tallet. Læsefærdighederne blandt befolkningen steg; et estimat på dette er, at omkring 10 % af mændene og 1 % af kvinderne kunne læse omkring år 1500.
Udgivelser af folkelig litteratur steg med udgivelser af bl.a. Dante (død 1321), Petrarch (død 1374) og Giovanni Boccaccio (død 1375) i 1300-tallets Italien, Geoffrey Chaucer (død 1400) og William Langland (død ca. 1386) i England, og François Villon (død 1464) og Christine de Pizan (død ca. 1430) i Frankrig. Meget litteratur havde fortsat en religiøst karakter, og selvom en stor del stadig blev skrevet på latin, så opstod der et nyt behov for helgenernes liv og emner i den folkelige litteratur. Det blev også brugt i Devotio Moderna-bevægelsen, hvor særligt dannelsen af Brødrene af Fælleslivet spillede ind, men også værker af tyske mystikere som Meister Eckhart og Johannes Tauler (død 1361). Teater udviklede også en ny form med mysteriespil, der blev arrangeret af kirken. Mod slutningen af perioden ledte udviklingen af bogtrykkekunsten i omkring 1450 til, at der blev etableret egentlige forlag rundt i Europa omkring år 1500.
Tidligt i 1400-tallet begyndte landene på Den Iberiske Halvø at sponsorere opdagelsesrejser uden for Europa. Prins Henrik Søfareren af Portugal (død 1460) sendte en ekspedition, der opdagede De Kanariske Øer, Azorerne og Kap Verde, mens han levede. Efter hans død fortsatte opdagelsesrejserne; Bartolomeu Dias (død 1500) sejlede syd om Kap Det Gode Håb i 1486 og i 1498 sejlede Vasco da Gama (død 1524) syd om Afrika til Indien. De samlede spanske monarkier Castilien og Aragonien betalte Christoffer Columbus' (død 1506) opdagelse af Amerika. Den engelsk sponsorerede John Cabots (død 1498) rejse i 1497 til Cape Breton under Henrik 7.

### Teknologisk og militær udvikling
En af de store udviklinger i den militære sfære i senmiddelalderen var den større mængde af infanteri og let kavaleri på slagmarken. Englænderne benyttede også langbueskytter, men andre lande formåede ikke at skabe lignende styrker med samme succes. Rustningen blev fortsat udviklet, hvilket blev motiveret af, at armbrøsten blev kraftigere. Pladerustning kunne beskytte soldater mod armbrøstbolte og hagebøsser. Stagevåben nåede nye højdepunkter med flamske og schweiziske infanterihære med pike og andre lange spyd.
I landbrug brugte man i højere grad får med lang uld, der gjorde det muligt, at spinde stærkere tråde. Spinderokken erstattede den traditionelle håndrok, hvilket tredoblede produktionen. En mindre raffineret teknologi, der stadig havde stor effekt på dagliglivet var brugen af knapper til at lukke tøj med, som gjorde det muligt at lave bedre pasform, uden at skulle binde tøjet fast, til den person der bar det. Vindmøller blev udviklet med opfindelsen af tårnmøllen, hvilket gjorde det muligt at dreje den øverste del af møllen mod den retning, hvorfra vinden kom. Højovnen optrådte i Sverige omkring år 1350, hvilket øgede mængden af jern der kunne blive produceret, og kvaliteten blev samtidig forbedret. Den første patentlov i 1447 i Venedig beskyttede opfindernes rettigheder over deres opfindelser.

### Senmiddelalderlig kunst og arkitektur
Senmiddelalderens Europa svarer nogenlunde til Trecento og den tidlige renæssances kulturperiode i Italien. Nordeuropa og Spanien fortsatte med at bruge gotik stil, som blev stadig mere detaljeret i 1400-tallet, stort set til slutningen af perioden. International gotik var en høvisk stil, der nåede meget af Europa omkring år 1400, og der blev produceret mesterværker som Très Riches Heures du Duc de Berry. Overalt i Europa fortsatte både kvantiteten og kvaliteten af den sekulære kunst med at vokse, og i 1400-tallet blev købmandsklassen i Italien og Flandern vigtige mæcener for kunstnere. De bestilte små portrætter af sig selv i olie og flere luksusgenstande som smykker, udskårne genstande i elfenben, cassone-kister og majolika-keramik, som Hispano-Moresque-keramik, der hovedsageligt blev produceret af Mudéjar-pottemagere i Spanien. Selvom de kongelige havde store samlinger af guldgenstande, er kun ganske lidt bevaret bortset fra Coupe de sainte Agnès (Kongelige Guldkop). Italiensk silkeproduktion udviklede sig, så vestlige kirker og eliten ikke længere behøvede import fra Det Byzantinske Rige eller den Islamiske verden. I Frankrig og Flandern blev gobeliner som The Lady and the Unicorn en stor luksusindustri.
Store skulpturer på gotiske kirker gav plads til flere skulpturer indenfor, og gravsteder blev dekoreret, og andre detaljer som prædikestole blev gange rigt udskåret som Giovanni Pisanos prædikestol i Sant'Andrea. Malede og udskårne altertavler i træ blev almindelige, særligt i kirker med mange sidekapeller. Tidlige hollandske malere som Jan van Eyck (død 1441) og Rogier van der Weyden (død 1464) konkurrerede med italienerne, og det samme gjorde illuminerede manuskripter længere nordpå, hvor der i 1400-tallet begyndte at blive fremstillet store værker og samlinger af den sekulære elite, der bestilte verdslige bøger, særligt om historie. Fra omkring 1450 blev trykte bøger hurtigt populære, selvom de stadig var meget dyre og forbeholdt overklassen. Der var omkring 30.000 inkanubeler eller værker trykt før år 1500, hvor illuminerede manuskripter kun blev bestilt af kongelige og få andre. Meget små træsnit, stort set alle religiøse, kunne købes selv af bønder i dele af Norderuopa fra midten af 1400-tallet. Dyrere graveringer blev købt af den rigere del af befolkningen og havde flere motiver.

## Moderne opfattelse
Middelalderen bliver ofte omtalt som en "periode med uvidenhed og overtro" der placerede "religiøse autoriteters ord over personlig erfaring og rational aktivitet." Dette er et ry, som perioden har fået både under renæssancen og oplysningstiden, hvor lærde og videnskabsfolk foretrak at opretholde en stærk kontrast mellem deres intellektuelle kultur og middelalderen. Renæssancens videnskabsfolk så middelalderen som en periode med nedgang fra den fine kultur og civilisation fra antikken; i oplysningstiden mente man, at fornuft var bedre end tro, og man så derfor middelalderen som en periode med uvidenhed og overtro.
Andre argumenterer for at fornuft blev relativt højt værdsat i middelalderen: Videnskabshistorikeren Edward Grant skriver, "Hvis revolutionære rationelle tanker blev udtrykt [i 1700-tallet], var det kun muligt som følge af en lang middelalderlig tradition, der etablerede brugen af fornuft som en af de vigtigste menneskelige aktiviteter". Modsat hvad mange tror, skriver David Lindberg, at "senmiddelalderens lærde sjældent oplevede tvangsmagt fra kirken, og ville opfatte sig selv som frie (særligt inden for naturvidenskab) til at følge fornuft og observationer hvorend de ledte hen".
Karikaturen af perioden ses også i mere specifikke forestillinger og begreber. En fejlopfattelse, der først opstod i 1800-tallet og som stadig er meget almindelig, er at folk i middelalderen troede at Jorden var flad. Dette er ikke sandt, idet lektorer på middelalderens universiteter ofte argumenterede med beviser, der viste at Jorden var en sfære. Lindberg og Ronald Numbers, der er en anden ekspert i perioden, skriver at der "var stort set ingen kristne lærde i middelalderen, som ikke anerkendte [Jordens] kugleform og sågar kendte den omtrentlige diameter". Andre misforståelser som at "kirken forbød obduktioner og dissekeringer i middelalderen", "kristendommens udbredelse stoppede antikkens videnskab" eller "den kristne kirke i middelalderen undertrykte naturfilosofiens udvikling" bliver alle citeret af Numbers som eksempler på udbredte myter, der stadig optræder som historiske fakta, selvom de ikke støttes af moderne historisk forskning

## Yderligere læsning
- Ames, Christine Caldwell (februar 2005). "Does Inquisition Belong to Religious History?". American Historical Review. 110 (1): 11-37. doi:10.1086/531119.
- Cantor, Norman F. (1991). Inventing the Middle Ages: The Lives, Works, and Ideas of the Great Medievalists of the Twentieth Century. New York: W. Morrow. ISBN 978-0-688-09406-5.
- Davis, R. H. C., red. (1981). The Writing of History in the Middle Ages: Essays Presented to Richard William Southern. Oxford University Press. ISBN 0-19-822556-3.
- Fleischman, Suzanne (oktober 1983). "On the Representation of History and Fiction in the Middle Ages". History and Theory. 23 (3): 278-310. JSTOR 2504985.
- Gurevich, Aron (1992).  Howlett, Janet (translator) (red.). Historical Anthropology of the Middle Ages. Chicago: University of Chicago Press. ISBN 978-0-226-31083-1. {{cite book}}: |editor= har et generisk navn (hjælp)
- Spiegel, Gabrielle M. (januar 1990). "History, Historicism, and the Social Logic of the Text in the Middle Ages". Speculum. 65 (1): 59-86. doi:10.2307/2864472. JSTOR 2864472.
- Smith, Julia (2005). Europe After Rome: A New Cultural History, 500–1000. Oxford, UK: Oxford University Press. ISBN 978-0-19-924427-0.
- Stuard, Susan Mosher (1987). Women in Medieval History and Historiography. Philadelphia, PA: University of Pennsylvania Press. ISBN 978-0-8122-1290-7.
- Sullivan, Richard E. (april 1989). "The Carolingian Age: Reflections on its Place in the History of the Middle Ages". Speculum. 64 (2): 267-306. doi:10.2307/2851941. JSTOR 2851941.
- Van Engen, John (juni 1986). "The Christian Middle Ages as an Historiographical Problem". American Historical Review. 91 (3): 519-552. doi:10.2307/1869130. JSTOR 1869130.